# The Gathering (album av Testament)
The Gathering är thrash metal-bandet Testaments åttonde studioalbum, utgivet den 8 juni 1999. Det skulle därefter dröja nio år till nästa album, The Formation of Damnation (2008).

## Låtlista
1. "D.N.R. (Do Not Resuscitate)" - 3:34
2. "Down for Life" - 3:23
3. "Eyes of Wrath" - 5:26
4. "True Believer" - 3:36
5. "3 Days in Darkness" - 4:41
6. "Legions of the Dead" - 2:37
7. "Careful What You Wish For" - 3:30
8. "Riding the Snake" - 4:13
9. "Allegiance" - 2:37
10. "Sewn Shut Eyes" - 4:15
11. "Fall of Sipledome" - 4:48
12. "Hammer of the Gods" - 3:11 (instrumentalt bonusspår)

## Medverkande
- Chuck Billy – sång
- Eric Peterson – gitarr
- James Murphy – gitarr
- Steve DiGiorgio – bas
- Dave Lombardo – trummor